# Miklós Kállay
Miklós Kállay de Nagy-Kálló (n. 23 ianuarie 1887, Nyíregyháza, Austro-Ungaria –  d. 14 ianuarie 1967, New York, SUA) a fost un politician maghiar, și prim-ministru în perioada din cel de-al doilea război mondial, din 9 martie, 1942 până în 19 martie 1944.